# Mechs vs. Minions
Mechs vs. Minions je desková kooperativní hra pro 2 až 4 hráče. Hru vydala v roce 2016 firma Riot Games. Doporučený věk hráčů je 14+ let. Herní doba 60 až 90 minut jedné partie. Ve hře je připraveno 10 misí a jedna výuková, hra obsahuje prvky legacy (jednotlivé mise postupně odemykají nové možnosti a herní materiál).
Původně hra vyšla jen anglicky, ale již v roce 2017 se dočkala i plně počeštěné verze s názvem "Mechs vs. Minions Czech Edition (Wave 1)" s nákladem 750ks.

## Obsah
- 5 hracích ploch
- 4 příkazové řádky (pro každého hráče jeden)
- 4 ručně malované figurky mechů
- balíčky karet s poškozením a schopnostmi
- miniaturu bombastického zdroje energie
- 6 kovových ukazatelů
- 4 akrylové úlomky
- 4 kostky
- 100 figurek poskoků[1]